# اندره فن ده وروزلر
اندره فن ده وروزلر (انگلیسی: André van de Werve de Vorsselaer; ۱۰ آوریل ۱۹۰۸ – ۶ اکتبر ۱۹۸۴) ورزشکار شمشیربازی اهل بلژیک بود.
وی در مسابقات کشوری و بین‌المللی در مجموع برندهٔ ۱ مدال برنز شده‌است.